# Neotarache deserticola
Neotarache deserticola là một loài bướm đêm trong họ Noctuidae.